# Schizymenium shevockii
Schizymenium shevockii är en bladmossart som beskrevs av Arthur Jonathan Shaw 2000. Schizymenium shevockii ingår i släktet Schizymenium och familjen Bryaceae. Inga underarter finns listade i Catalogue of Life.